# كاستيليتو ستورا
كاستيليتو ستورا Castelletto Stura هي مدينة توجد مقاطعة كونيو في بييمونتي في إيطاليا. تبعد 70 كم جنوب تورينو و10 كم شمال شرق كونيو.

## السكان
في سنة 1861 بلغ عدد السكان 1٬294 نسمة، وتطور العدد ليصل في سنة 2011 لـ 1٬351 نسمة.
يظهر هذا المخطط البياني تطور النمو السكاني لـ كاستيليتو ستورا